# Turda
Turda (en hongarès Torda, en alemany Thörenburg) és un municipi del centre de Romania. Amb una població de 47.744 persones en 2007, està situada a la Província de Cluj. Per Turda hi passa el Riu Arieş.

## Història

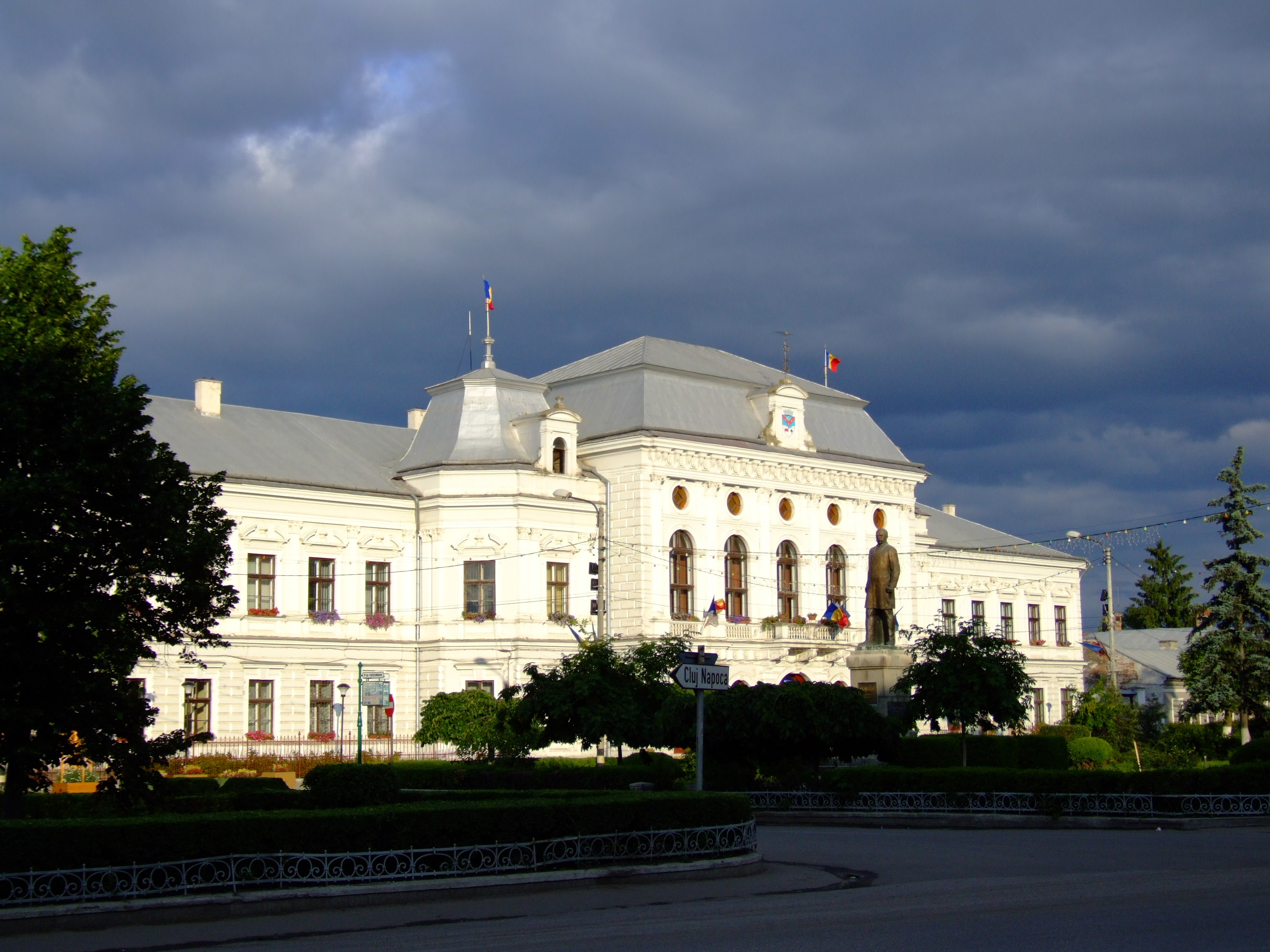
Ajuntament de Turda el 31 de maig de 2006

Fundada com la ciutat de la Dàcia amb el nom de Patreuissa (segons Claudi Ptolemeu a Geographia III, 8, 4), Patavissa o Potaissa (forma més freqüent), Turda fou conquistada pels romans. El castrum que va establir-s'hi se li va dir Potaissa i va convertir-se primer en municipium, i després en colònia. Potaissa va ser el camp base de la Legió V Macedònica des de 166 fins al 274.
A l'Edat Mitjana, Turda va ser la seu de la Dieta de Transsilvània. Va ser el lloc en què es va firmar l'Edicte de Turda el 1568, que garantia la llibertat religiosa de catòlics, calvinistes, luterans, i unitaristes, mentre que als ortodoxos se'ls-hi negaven els mateixos drets a Transsilvània.
Els romans iniciaren l'extracció de sal de les mines properes, activitat que continuà fins al seu tancament definitiu l'any 1932.

## Ciutats agermanades
- Angulema, França
- Hódmezővásárhely, Hongria
- Santa Susanna, Espanya
- Torda, Sèrbia